# Scott Township (comté d'Ogle, Illinois)
Scott Township est un township du comté d'Ogle dans l'Illinois, aux États-Unis,.

## Source de la traduction
- (en) Cet article est partiellement ou en totalité issu de l’article de Wikipédia en anglais intitulé « Scott Township, Ogle County, Illinois » (voir la liste des auteurs).